# Z Archiwum X: Chcę wierzyć
Z Archiwum X: Chcę wierzyć (ang. The X-Files: I Want to Believe) – sequel filmu Z Archiwum X: Pokonać przyszłość, będący kontynuacją zakończonego w roku 2002 serialu Z Archiwum X. W przeciwieństwie do pierwszej wersji kinowej film nie dotyka tzw. „wątku mitologicznego” (głównego wątku serialu, dotyczącego rządowej konspiracji) i jest niezależnym od niego thrillerem/horrorem. Akcja filmu rozgrywa się sześć lat po ostatnim odcinku serialu.
Światowa premiera odbyła się 24 lipca 2008, polska 25 lipca 2008, realizacja filmu utrzymywana była w ścisłej tajemnicy. O możliwości powstania drugiego filmu twórcy mówili już po zakończeniu pierwszego, a plotki o „lada chwila rozpoczynanych pracach” pojawiały się kilkakrotnie po zakończeniu serialu. Oboje głównych aktorów (David Duchovny i Gillian Anderson) od początku potwierdzało chęć uczestniczenia w nim, a twórca serii, Chris Carter, powtarzał, że jego marzeniem jest kontynuowanie serialu w formie powstających co kilka lat filmów, podobnie jak w przypadku słynnego Star Treka.

## Obsada
- David Duchovny – Fox Mulder
- Gillian Anderson – Dana Scully
- Amanda Peet – ASAC Dakota Whitney
- Billy Connolly – Ojciec Joseph Crissman
- Alvin „Xzibit” Joiner – Agent Mosley Drummy
- Mitch Pileggi – wicedyrektor Walter Skinner
- Callum Keith Rennie – Janke Dacyshyn
- Fagin Woodcock – Franz Tomczeszyn
- Adam Godley – Ojciec Ybarra
- Xantha Radley – Monica Bannan